# Súľov-Hradná
Súľov-Hradná (ungarisch Szulyóváralja – bis 1902 Szúlyóhradna) ist eine Gemeinde im Okres Bytča innerhalb des Žilinský kraj in der Slowakei mit etwa 900 Einwohnern.

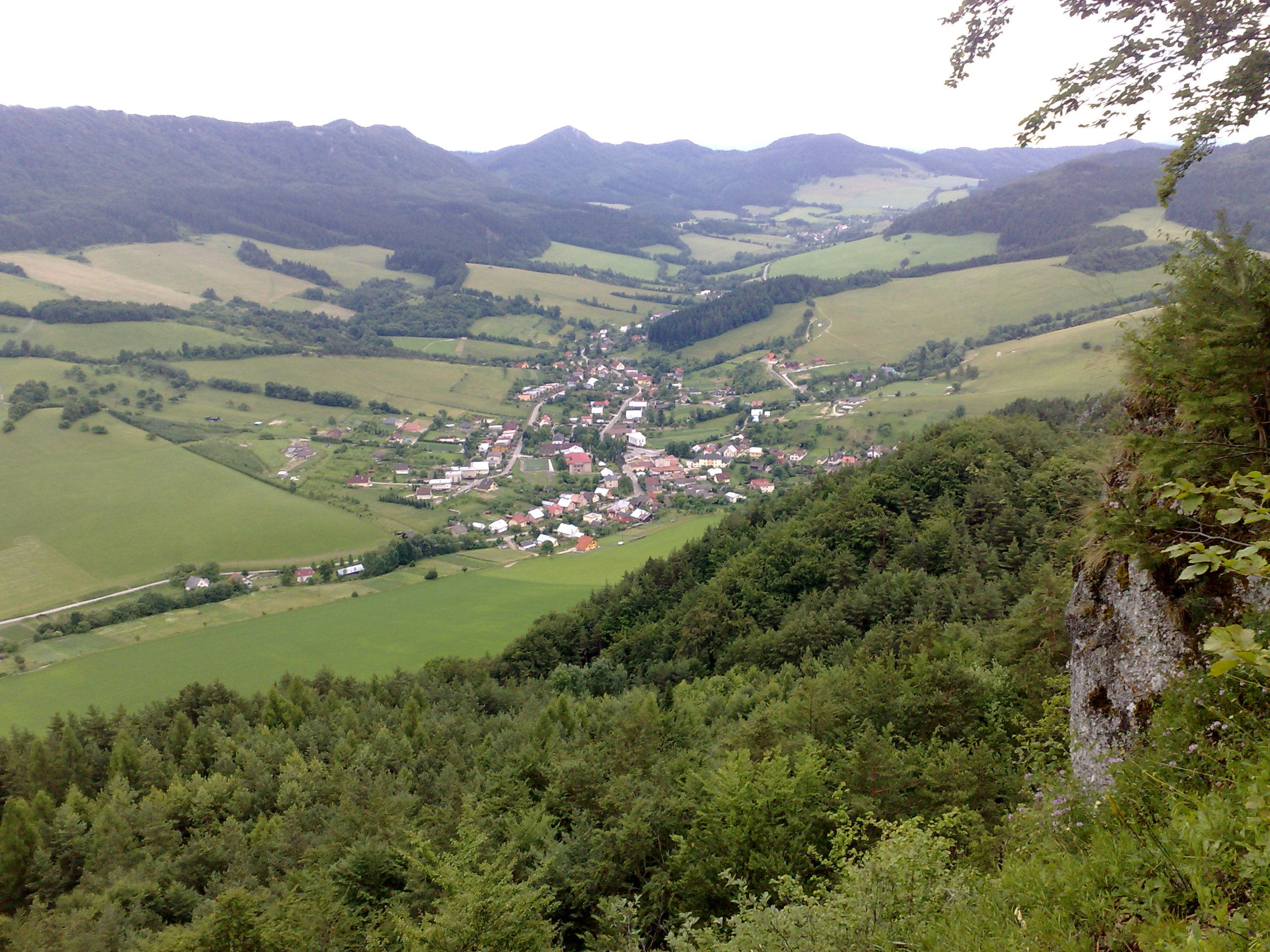
Blick auf den Ort

Die Gemeinde liegt innerhalb der Súľovské vrchy in einem kleinen Kessel am Bach Hradnianka (auch Hradňanka oder Hradná). Dieser Gebirgszug wird als Teil des Landschaftsschutzgebiet Strážovské vrchy geschützt. Die einzige Zugangsstraße zur Gemeinde besteht von Predmier (Hauptstraße 61) heraus in einem Durchbruchstal der Hradnianka durch massive Felsenformationen (Naturreservation Súľovské skaly). Die Stadt Bytča ist acht Kilometer nach Norden entfernt.
Der Ort Súľov wurde zum ersten Mal 1193 schriftlich erwähnt und gehörte den niederen Edelmanns-Familien von Súľov, von Hradná und der Familie Sirmiensis. Die Bevölkerung beschäftigte sich mit Landwirtschaft, Viehzucht und Holzverarbeitung. Der Ortsteil Hradná erscheint 1408 zum ersten Mal in einer Urkunde. Die Burg Súľov (historisch auch Roháč genannt) oberhalb von Súľov wird zum ersten Mal 1470 erwähnt. Die Burg Súľov wurde bis 1780 genutzt, danach wurde sie aufgelassen und wurde bei einem Erdbeben im Jahr 1858 in Mitleidenschaft gezogen.
Der Ortsteil Hradná wurde 1895 dem Ort Súľov eingegliedert und so entstand die heutige Gemeinde, damals noch unter dem ungarischen Namen Szúlyóhradna, seit 1907 Szulyóváralja. Nach dem Zerfall von Österreich-Ungarn kam die im Komitat Trentschin liegende Gemeinde zur Tschechoslowakei und liegt seit 1993 in der heutigen Slowakei.
In der Gemeinde befinden sich drei Renaissance-Landschlösser, zwei Kirchen und eine Kapelle. Nördlich der Gemeinde erhebt sich die Ruine der Burg Súľov. Die bekannteste Sehenswürdigkeit sind jedoch die Felsenformationen westlich des Ortes, die zum Klettern genutzt werden. Des Weiteren verlaufen in der Gegend mehrere Wanderwege sowie Fahrradrouten.

## Bevölkerung
| Jahr                | 1994 | 2004    | 2014    | 2024    |
| ------------------- | ---- | ------- | ------- | ------- |
| Anzahl der Personen | 944  | 929     | 928     | 1009    |
| Unterschied         |      | −1,58 % | −0,10 % | +8,72 % |

| Jahr                | 2023 | 2024    |
| ------------------- | ---- | ------- |
| Anzahl der Personen | 1002 | 1009    |
| Unterschied         |      | +0,69 % |